# Сьюэлл, Анна
Анна Сьюэлл (30 марта 1820, Грейт-Ярмут, Норфолк — 25 апреля 1878, Олд-Кэттон, Норфолк) — английская писательница, автор романа «Чёрный Красавчик», отмеченного некоторыми источниками как одно из самых популярных произведений детской мировой литературы.

## Биография
Родилась в семье квакеров; её мать Мэри, урождённая Райт, была известной в своё время писательницей. Из-за нехватки у родителей денег получила в основном домашнее начальное образование. В 1822 году в связи с разорением магазина, принадлежавшего её отцу, семья переехала в Далстон, а в 1832 году — в Сток-Ньюингтон, где Энн впервые пошла в школу. В 14-летнем возрасте она получила серьёзную травму ноги, вследствие которой до конца жизни не могла ходить без костыля. По этой же причине она стала часто пользоваться конными экипажами и со временем сильно полюбила лошадей. Впоследствии семья ещё несколько раз переезжала: в Брайтон в 1836 году, в Лансинг в 1845 году, в Вик в 1858 году, в Бат в 1864 году и в Олд-Кэттон в 1868 году.
Писательница скончалась 25 апреля 1878 года, предположительно от гепатита или туберкулёза. Она покинула этот мир, не дожив до того момента, когда её роман обрёл известность и популярность.

## Творчество
К своему единственному роману «Чёрный красавчик» Сьюэлл приступила в 51-летнем возрасте и работала над ним с 1871 по 1877 год. С 1876 года, будучи прикованной к постели и не способной писать самостоятельно, она надиктовывала текст своей матери (оба родителя пережили дочь). Изначально она не планировала свою книгу как произведение детской литературы, а стремилась с её помощью привить людям, работающим с лошадьми, «доброту, сочувствие и заботу во время лечения». Права на книгу были проданы лондонскому издательству «Jarrolds», заплатившему Сьюэлл 40 фунтов и издавшему её роман в том же году.

## Память
Дом, где родилась Анна Сьюэлл, сегодня превращен в музей и чайный магазин. Дом, где был написан роман «Чёрный Красавчик» в Олд-Кэттоне, известен как Дом Анны Сьюэлл.

## Экранизации
- 1917 — Your Obedient Servant
- 1921 — Black Beauty

- 1946 — Black Beauty
- 1971 — Black Beauty
- 1972—1974 — сериал The Adventures of Black Beauty
- 1978 — Black Beauty студии Hanna-Barbera
- 1978 — мини-сериал Black Beauty
- 1987 — Black Beauty (Австралия)
- 1994 — «Чёрный Красавчик»